# ケトコナゾール
ケトコナゾール（Ketoconazole）とは、真菌症の治療に使用されるイミダゾール系合成抗真菌薬の一つである。白癬、カンジダ症、癜風、脂漏性湿疹の治療に用いられる。日本で処方箋医薬品のみ軟膏と液剤のヤンセン ファーマ先発品ニゾラールが処方されているが、世界では、錠剤やケトコナゾール含有ふけ取りシャンプーが市販されている。
経口投与には通常、より毒性の低いトリアゾール系抗真菌薬であるフルコナゾールやイトラコナゾールが用いられる。2013年、欧州医薬品庁（EMA）のヒト用医薬品委員会（CHMP）は、ケトコナゾール経口投与後の肝障害の危険が服用の利益を上回ったと結論し、欧州連合でのケトコナゾール全身投与を禁ずる様勧告した。ケトコナゾールの経口薬は、オーストラリアで2013年に、中華人民共和国で2015年に販売が中止された。
ケトコナゾールの作用には、他に糖質コルチコイド(英)の生合成を抑制する作用があるので、抗うつ薬への応用の可能性について研究された事がある。

## 適応症
クリーム・ローション
- 白癬：体部白癬（斑状小水疱性白癬、頑癬）、股部白癬（頑癬）、足部白癬（汗疱状白癬）
- カンジダ症：指間びらん症、間擦疹、乳児寄生菌性紅斑、爪囲炎、外陰部カンジダ症、皮膚カンジダ症
- 癜風
- 脂漏性湿疹
- マラセチア毛嚢炎

### 抗真菌薬

#### 局所投与
ケトコナゾールの外用剤は通常、皮膚、粘膜の真菌感染症（白癬、カンジダ症、癜風等）に処方される。そのほか、真菌の一種Malassezia furfur が関係する頭垢や脂漏性湿疹に対して、皮膚常在菌を抑えるためにも使用される。

#### 経口抗真菌薬
日本では、経口投与は承認されていない。
ケトコナゾールは真菌による様々な疾患―カンジダ症、ヒストプラズマ症、コクシジオイデス症、ブラストミセス症―に有効であるが、アスペルギルス症には無効である。1977年に初めて合成され、最初のアゾール系経口抗真菌薬として用いられた。しかし毒性が強いうえ、消化器からのバイオアベイラビリティが低く、活性を示す菌種が限られているので、イトラコナゾールに取って代わられている。
ケトコナゾールを表在性・深在性真菌症に対して、経口で用いる場合には、1日200〜400mgを服用しなければならない。

### 抗アンドロゲン薬・抗糖質コルチコイド薬
ケトコナゾールの副作用は真菌感染症以外の病態の治療にも応用し得る。ケトコナゾールは真菌のエルゴステロール合成を阻害するが、ヒトに高用量（>800mg/日）投与するとコレステロールをステロイドホルモン（テストステロンやコルチゾール等）に変換するのに必要な酵素群を阻害する。具体的には、コレステロールからプレグネノロンを生成するコレステロール側鎖開裂酵素、プレグネノロンをアンドロゲンに変える17α-水酸化酵素と17,20-分解酵素、11-デオキシコルチゾールをコルチゾールに酸化する11β-水酸化酵素を阻害する。これらの酵素はいずれも、ミトコンドリアに存在するシトクロムP450である。これらの抗アンドロゲン作用、抗糖質コルチコイド作用に基いて、ケトコナゾールを進行前立腺癌の第二選択薬として用いた例や、クッシング症候群の治療（糖質コルチコイド産生抑制）に用いた例がある。しかし、前立腺癌の治療に用いる場合には急性副腎不全を防止するために糖質コルチコイドを併用する必要がある。ケトコナゾールは低用量で多毛症の治療や、GnRHアナログとの併用で精巣中毒症の治療に用いられた。いずれの場合でも、肝毒性の危険性が使用の足枷となった。特に多毛症の様な非致死的な疾患では、肝毒性の危険は服用の利益を上回らない。

### 獣医学領域での使用
ペットに投与する場合、既存の錠剤では投与量が多すぎるので、獣医師はしばしば錠剤を小さく切って使用する。

## 副作用
ケトコナゾール外用剤の副作用発現率は、製造販売後調査で3.5%であり、主な副作用は
1. 接触皮膚炎（1.5%）
2. 瘙痒（0.9%）
3. 投与部位発赤（0.7%）
4. 投与部位刺激感（0.5%）

であった。
妊婦が使用した場合の安全性は確立していない。米国の胎児危険度分類はCで、動物実験で経口投与時に催奇形作用が見られている。1990年代に、クッシング症候群の2人の妊婦が服用した際には、副作用は報告されなかったが、2例では少な過ぎて安全であるとの根拠にはならない。ヨーロッパで行われた観察研究では、母体がケトコナゾールを内服した場合、胎児へのリスクを明らかにすることはできなかった。
2013年7月にアメリカ食品医薬品局は、経口薬のケトコナゾール（日本では未承認）は重篤な肝障害と副腎障害を引き起こし得ることを警告した。その中でケトコナゾール錠は、あらゆる真菌感染症において第一選択薬ではないことが示された。ケトコナゾール錠は、風土病性真菌症として知られる一部の真菌症に、他の抗真菌剤が無効または不忍容である場合にのみ使用すべきであるとFDAは勧告した。
局所投与の場合は、肝障害や副腎障害や薬物相互作用は問題にならない。剤形は、日本で入手できるクリームとローションのほか、世界ではシャンプー・石鹸・皮膚用ゲル剤が存在する。

## 作用機序
抗真菌薬としては、ケトコナゾールはイミダゾール系に属し、真菌の細胞膜や酵素の成分であるエルゴステロール合成に介入する。全てのアゾール系抗真菌薬と同様に、ケトコナゾールの主な作用はシトクロムP450 14α-脱メチル化酵素（P45014DM）の阻害である。この酵素はラノステロールからエルゴステロールへと繋がるステロール生合成経路の一部である。フルコナゾールやイトラコナゾールの方が細胞膜への親和性が高く、殺真菌作用が強い。
抗アンドロゲン薬としては、2つの作用機序があることが知られている。1つ目は最も注目すべき点で、高用量ケトコナゾール（400mgを1日3回）は精巣と副腎の両方でアンドロゲンの合成を阻害して、血中テストステロン濃度を低下させる。これは、テストステロンの前駆体を含むステロイドの合成・分解を司る17α-水酸化酵素・17,20―分解酵素の阻害によりもたらされる効果である。全身のアンドロゲン量が減少する結果、ケトコナゾールはアンドロゲン依存性前立腺癌の治療に寄与することになる。2つ目は、ケトコナゾールはアンドロゲン受容体阻害薬であり、テストステロンやジヒドロテストステロン（DHT）と云ったアンドロゲンと競合的に受容体に結合する。この効果は高用量でも弱いものである。
ケトコナゾールとミコナゾールを併用すると、糖質コルチコイド受容体の阻害薬として働く事が発見された。

## 投与経路と吸収性
経口投与の場合、ケトコナゾールは酸性条件下で良く吸収されるので、制酸薬を併用した場合や他の理由で胃の酸性度が低下した場合には、吸収が低下する。酸性の清涼飲料水で服薬すると吸収量が増加する。ケトコナゾールは脂溶性が非常に高く、脂肪組織に蓄積される。

## 耐性
Candida albicans を含むケトコナゾール耐性菌が臨床的に多数分離されている。実験的には、耐性はステロール生合成経路の変異で発生する。ステロール-5-6-不飽和化酵素が欠損すると、14α-脱メチル化過程に対するアゾール系抗真菌薬の毒性が低下する。多剤耐性（MDR）遺伝子が細胞内の薬物濃度の低下に関連している。アゾール系抗真菌薬の全てが同じ点に作用するために、アゾール系抗真菌薬は通常交叉耐性がある。

## 適応外使用

### 脱毛

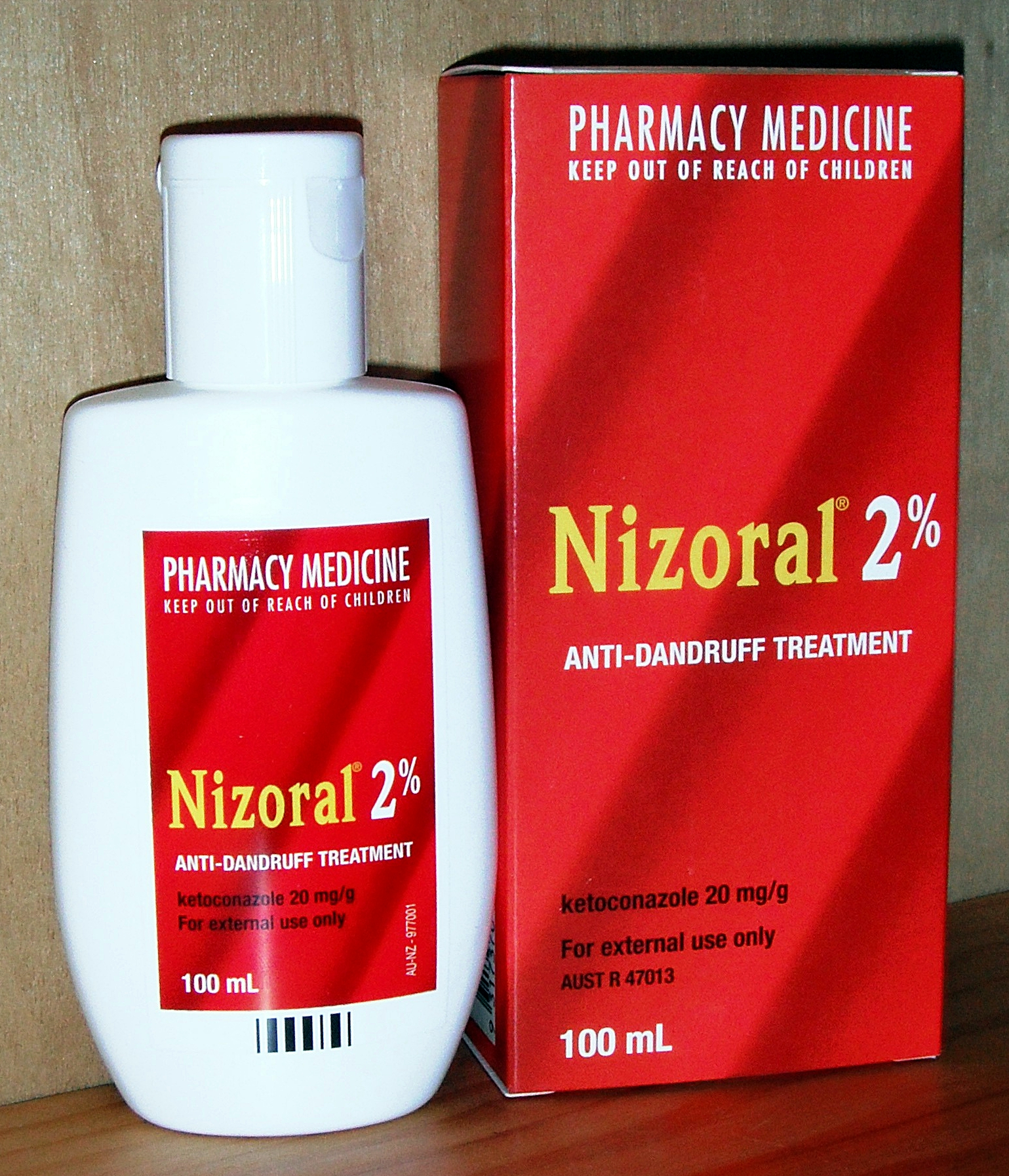
ケトコナゾール2%シャンプー

男性型脱毛症の治療に、ケトコナゾールシャンプーと経口5α-還元酵素阻害薬を併用することがある。ケトコナゾールの抗真菌特性は頭皮の微生物叢を減少させ、その結果、脱毛症に関連する毛包炎を減少させることができる。
ケトコナゾールシャンプーのみまたは他の治療法との併用が有用であると示す臨床試験は限られている。副作用として、頭皮の刺激や赤みなど過敏症状が起こることがある。また、洗浄力が強く髪がパサつくことがあるため、トリートメントの併用が推奨される。

## 開発の経緯
ケトコナゾールは1976年に発見された。

## 関連文献
- Piérard-Franchimont C, Goffin V, Decroix J, Piérard GE (2002). “A multicenter randomized trial of ketoconazole 2% and zinc pyrithione 1% shampoos in severe dandruff and seborrheic dermatitis”. Skin Pharmacol. Appl. Skin Physiol. 15 (6):  434–41. doi:10.1159/000066452. PMID 12476017.